# Ciara Ashlock
Ciara Ashlock est une défenseure internationale des États-Unis de rink hockey. 

## Palmarès
En 2016, elle participe au championnat du monde.